# Колобок, колобок!..
«Колобок, колобок!..» — советский мультипликационный фильм по мотивам русской народной сказки «Колобок», вышедший в 1988 году. Мультфильм был ориентирован на взрослую аудиторию и отражал широкие настроения позднеперестроечной эпохи.

## Сюжет
На примере русской народной сказки мультфильм рассказывает об обычном человеке, прошедшем через все этапы советской власти, и в результате так и оставшемся ни с чем. В сюжете отражается критическое отношение к жизни в СССР, которое у большого количества людей наблюдалось в последние годы перед его распадом.

## Над фильмом работали
| Автор сценария                                       | Валерий Пугашкин |
| Режиссёр                                             | Борис Акулиничев |
| Художники-постановщики                               | - Валерий Дмитрюк - Маина Новожилова                                                                                            |
| Оператор                                             | Игорь Шкамарда |
| Композитор                                           | Александр Клевицкий |
| Звукооператор                                        | Олег Соломонов |
| Художники-мультипликаторы                            | - Андрей Колков - Г. Андреев - А. Елизаров - Владимир Спорыхин - С. Петецкий - И. Самохин - Т. Великород (в титрах отсутствует) |
| Художники                                            | - Л. Денисова - Т. Великород - Александр Брежнев - В. Быстрицкий (в титрах отсутствует)                                         |
| Ассистент режиссёра                                  | С. Алексашина |
| Монтажёр                                             | Галина Дробинина |
| Музыкальный редактор                                 | Л. Рыбакова |
| Редактор                                             | В. Гусева |
| Директор фильма                                      | Л. Зарюта |
| Роли озвучивали:                                     | Наталья Крачковская (в титрах отсутствует)                                                                                      |
| В фильме использованы мелодии советских композиторов | |

## Критика
По мнению доктора филологических наук, ведущего научного сотрудника Института мировой литературы им. А. М. Горького Михаила Строганова, созданный в первые годы перестройки и адресованный взрослой аудитории мультфильм «Колобок, колобок!..» оказался по-настоящему новым. Строганов приводит цитату из сетевого источника, согласно которой мультфильм представляет собой философскую притчу о нелепости Советской власти и бесцельно прожитой жизни Колобка, встречающего на своём жизненном пути зайца, олицетворяющего собой Ленина, волка — Сталина, медведя — Брежнева и лису — перестройку. Строганов называет ленту типичным перестроечным кино, важнейшей целью которого являлось его политическое применение. По мнению Строганова, ощущение катастрофичности жизни, свойственное периоду конца 1980-х — первой половины 1990-х годов, объединяет «Колобок, колобок!..» с лентой «Колобок» из сборника «Страсти-мордасти» 1990 года.
По утверждению К. П. Поляковой, в рассчитанном на взрослую аудиторию мультфильме Акулиничева «Колобок, колобок!..» на основе сказочного сюжета расказана новая история, в которой Колобок является жителем России, проживающим эпохи от революции до перестройки и отражающим в себе гордыню, страх и доверчивость, испытанные на протяжении этих событий простыми советскими людьми.

### Комментарии
1. ↑  Отчество уточнено по персональной странице на сайте музея ЦСДФ[3].